# VLC media player
Der VLC media player (anfänglich „VideoLAN Client“ genannt) ist eine portable, freie Mediaplayer-Software sowohl für diverse Audio-, Videocodecs und Dateiformate als auch DVDs, Video-CDs und unterstützt unterschiedliche Streaming-Protokolle und Schnittstellen für TV-Karten (z. B. DirectShow und BDA). Er kann auch als Server zum Streaming in Uni- oder Multicast, in IPv4- und IPv6-Netzen oder als Transcoder für die unterstützten Video- und Audio-Formate verwendet werden, und ist in der Desktopausgabe mit Echtzeiteffekten wie Bildrotation und -spiegelung, Farbkorrektur und Ausschnittsvergrößerung ausgestattet.

## Geschichte
Der VLC media player wird seit 1996 vom VideoLAN-Team entwickelt. Dieses besteht aus Studenten der französischen Ingenieurschule École Centrale Paris in Châtenay-Malabry bei Paris und Entwicklern aus über 20 Ländern, unter anderem den USA, den Niederlanden, Norwegen und Deutschland. Das Programm steht seit dem 1. Februar 2001 unter der GPLv2 und kann somit kostenlos verbreitet und von jedermann verbessert werden.
2007 entschied das VLC Projekt aus Lizenzkompatiblitätsgründen nicht auf die gerade veröffentlichte GPLv3 upzugraden, sondern bei der Version 2 zu bleiben.
Die grafische Benutzeroberfläche des VLC-Media-Players für die Windows- und Linux-Variante basierte bis Version 0.8.6 auf wxWidgets, ab Version 0.9.2 wird die Bibliothek Qt verwendet.
Am 7. Juli 2009 wurde die Version 1.0.0 veröffentlicht. Neu hinzugekommen ist unter anderem die Unterstützung für das Dekodieren der Formate AES3 (SMPTE 302M), Dolby Digital Plus (E-AC-3), True HD/MLP, Blu-ray Linear-PCM, QCELP (Qualcomm PureVoice) und RealVideo (Version 3.0 und 4.0), sowie für das freie Format DIRAC der BBC. Zudem wurden die bereits vorhandenen Decoder nochmals verbessert und Fehler beseitigt.
Seit Ende 2009 wird unter dem Projektnamen Lunettes eine neue grafische Oberfläche für den VLC media player unter Mac OS X entwickelt. Grundlage dafür ist das VLCKit. Die alte Cocoa-Schnittstelle wird seither nicht mehr gepflegt.
Mit der Version 1.1.0 vom Juni 2010 ist eine Hardwarebeschleunigung vorwiegend für das Abspielen von HD-Videos sowie die Unterstützung für mobile Endgeräte (wie z. B. Handys) hinzugekommen. Zudem wurde an der Unterstützung für das VP8-Format sowie an der Übersetzung und der Beseitigung diverser Fehler gearbeitet.
Im Jahr 2011 wurde die Lizenz für die Engine von GPLv2 auf LGPLv2.1 geändert, der Player selbst blieb GPLv2.
Am 18. Februar 2012 wurde Version 2.0 (Twoflower) freigegeben. Neuerungen waren u. a. die experimentelle Unterstützung von Blu-ray Discs, HD- und 10-Bit-Codecs sowie Verbesserungen bei Untertiteln.
Anfang November 2012 startete das VideoLan-Projekt eine Initiative auf der Crowdfunding-Plattform Kickstarter, um die Entwicklung einer neuen Version des VLC-Media-Players für die neue Oberfläche von Microsoft Windows 8 zu finanzieren. Insgesamt sammelten die Entwickler 47.056 Pfund ein. Es arbeiten zwei festangestellte Programmierer an der neuen Oberfläche. Die fertige Version sollte drei Monate später im „Windows Store für Windows 8“ und noch später für Microsoft Windows RT erscheinen. Im Oktober 2014 erschien eine erste Betaversion für Windows 8.1. Eine Version für Windows Phone sollte im November 2014 erscheinen, was jedoch nicht eingehalten werden konnte. Im Dezember 2014 wurde eine erste Beta-Version veröffentlicht.
Am 9. Februar 2018 wurde Version 3.0 (Vetinari) veröffentlicht. Folgende Neuerungen sind  u. a. Unterstützung von 360°-, 4K-, 8K-Videos, Chromecast, Hardware-Decoding.

## Logo und Versionsnamen
Der Entwickler Antoine Cellerier kennt die Geschichte des Logos selbst nur vom Hörensagen: Eines Tages kamen Studenten eines der Netzwerk-Clubs der École Centrale Paris betrunken mit einem Verkehrssicherungskegel nach Hause. Später ging aus diesem Club das VideoLAN-Projekt hervor. Als man ein Logo für das Programm suchte, fiel die Wahl auf den Kegel, der zu diesem Zeitpunkt bereits zu einer beträchtlichen Kegelsammlung angewachsen war.

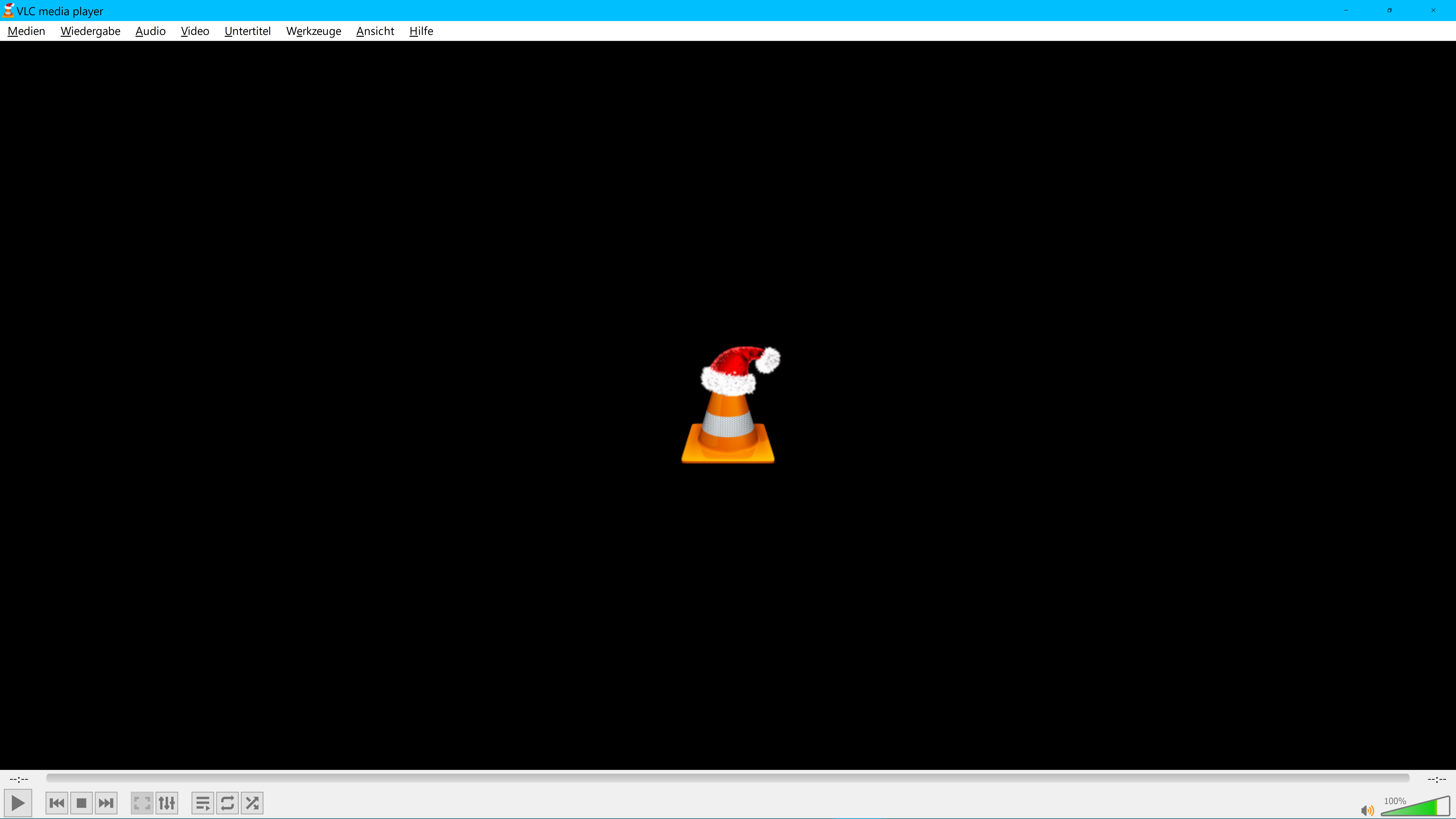
VLC 3.0.11 unter Windows 10 mit Weihnachtsmannmütze

Jährlich zur Weihnachtszeit trägt der VLC media player eine Weihnachtsmannmütze im Startbildschirm und im Icon. Dabei richtet sich das Programm nach der Systemzeit. Auch erscheint ein Logo angelehnt an den Film Kill Bill, nachdem ein Video abgespielt wurde, das in der Dateibeschreibung den Titel „Kill Bill“ trägt.
Bis zu der Version 1.0.x (Goldeneye) wurden alle Veröffentlichungen mit Codenamen bezeichnet, die von Charakteren des Films James Bond 007 – GoldenEye stammen, weil die Entwickler mit diesem Film die Ur-Version testeten. Ab Version 1.1.x (The Luggage) werden solche aus den Romanen der Scheibenwelt verwendet.

## Merkmale

Abhängigkeiten

Der VLC media player ist ein Teil der kompletten Streaming-Lösung des VideoLAN-Teams, womit etwa die Versorgung eines Universitäts-Campus mit Fernsehen über einen einzigen Empfänger möglich ist, was auch der Anlass für die Entwicklung der Programme war. Ein weiterer Baustein dieser Lösung ist der VideoLAN Server, der aber durch spezielle Funktionen des VLC media player ersetzt wurde. Mehr zu dieser Streaming-Lösung findet sich im VideoLAN-Artikel.
Das VideoLAN-Team entwickelt selbst keine Decoder oder Encoder (Codecs). Der VLC media player ist vielmehr als ein Rahmenprogramm zu verstehen, das diverse – getrennt entwickelte – Codecs unter einer Benutzeroberfläche vereint. Die bekanntesten sind u. a. FFmpeg, libmpeg2, x264 und x265. Diese werden mit speziell entwickelten oder über Bibliotheken eingebundenen Demultiplexern kombiniert. Dadurch unterscheiden sich Leseverhalten und Fehlertoleranz deutlich von anderen Wiedergabeprogrammen, die auf den genannten Codecs basieren. Ferner können auch Ausgabe-Bibliotheken wie SDL in VLC integriert sein.
Über Filter können verschiedene Effekte in Echtzeit angewandt werden. Zum Beispiel kann das Video gedreht oder Helligkeit und Kontrast geändert werden.
Der VLC media player läuft unter Android, BeOS, chromeOS, eComStation (bzw. OS/2), iOS, Linux, macOS, Syllable, tvOS, watchOS, Windows. Einige andere Betriebssysteme, wie z. B. BSD, werden auch unterstützt, für sie gibt es aber keine vorkompilierten Binär-Pakete. Außerdem gibt es für Windows eine portable (vom USB-Stick ohne Installation lauffähige) Version. Mittels Skins ist eine weitreichende Anpassung der Bedienoberfläche möglich.

## Fälschung VLC Plus Player
VLC Plus Player ist der Name einer Software, die als „Betrugsweiterleitung“ und damit als potenziell unerwünschte Anwendung eingestuft wird. „Das Hauptproblem dieser App sind die Anzeigen, die sie zeigt – sie werden ausschließlich aus Gewinngründen angezeigt, unabhängig davon, zu welchen Websites sie Sie führen könnten. So landen Opfer oft auf den folgenden gefährlichen Domains“. Zudem versucht der Anbieter während der Installation an die eigene E-Mail-Adresse zu kommen und schlägt vor, eine eigentlich unnötige Browser-Erweiterung zu installieren. Erleichtert wird die Fälschung durch eine gut gemachte Webpräsenz unter dem prominenten Namen vlc.de. Von hier wird sogar auf ein eigenes, gut besuchtes Forum unter vlc-forum.de verwiesen. Der VLC media player ist tatsächlich auf videolan.org aufzufinden.

## Trivia
- Mitte 2019 sorgte eine scheinbare Sicherheitslücke im VLC Media Player für mediale Aufmerksamkeit. Dabei handelte es sich allerdings nur um ein Problem mit einer ungepatchten Programmbibliothek diverser nicht aktualisierter Linux-Distributionen. Der Umstand, dass unter anderem der CERT-Bund öffentlich vor dieser scheinbaren Sicherheitslücke warnte, sorgte für Kritik hauptsächlich seitens der VLC-Entwickler.[27]